# Consequences of Disobedience
Consequences of Disobedience to debiutancki album zespołu Velcra.

## Lista utworów
1. "My Law"
2. "Big Brother"
3. "Shine for Me"
4. "Not Against Me"
5. "Solar Red"
6. "Tension"
7. "Removed"
8. "Can't Stop Fighting"
9. "Made to Fail"
10. "Test Animals"